# Mauregard (Seine-et-Marne)
Pour les articles homonymes, voir Mauregard.
Mauregard est une commune française située dans le nord-ouest du département de Seine-et-Marne, en région Île-de-France.

## Géographie

### Localisation
La commune, initialement rurale, est située dans le nord-ouest du département de Seine-et-Marne, limitrophe des départements du Val-d'Oise (au nord-ouest et à l'ouest) et de Seine-Saint-Denis (au sud).

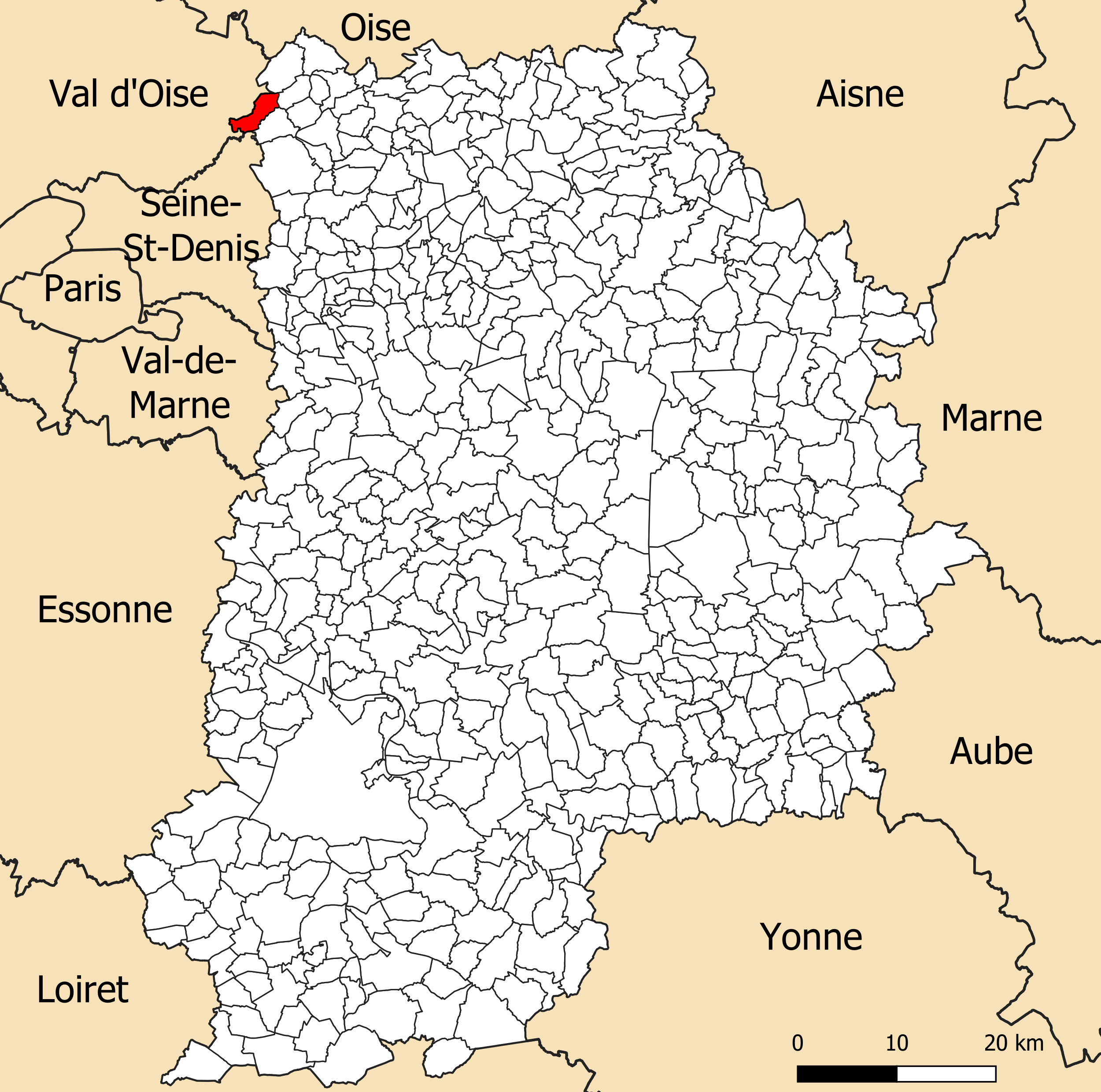
Localisation de la commune de Mauregard dans le département de Seine-et-Marne.

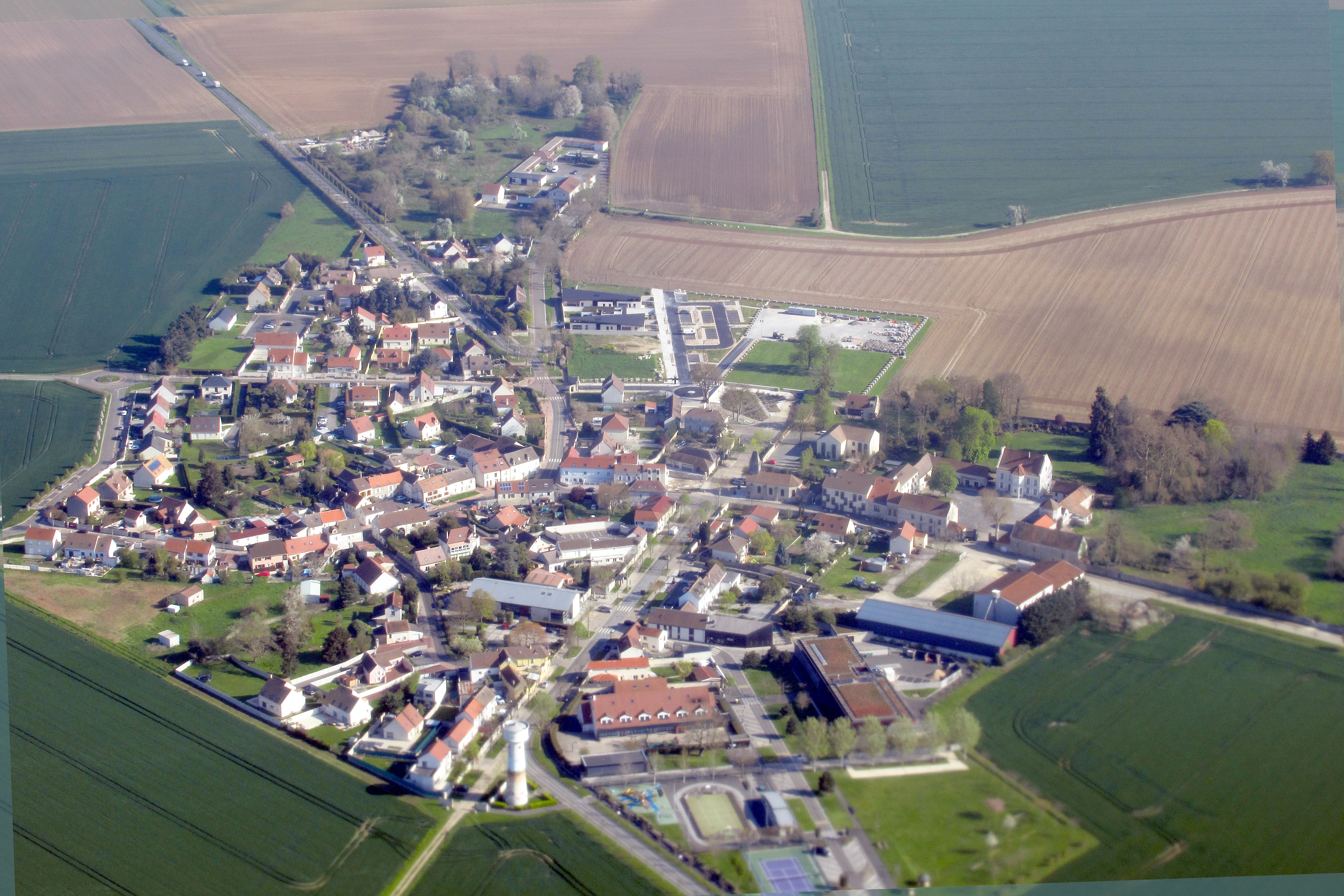
Vue aérienne de Mauregard.

### Communes limitrophes
La commune est limitrophe de Roissy, la moitié sud du territoire de la commune étant occupée par l'aéroport de Paris-Charles-de-Gaulle dont les terminaux 1 et 3. Le village de Mauregard est situé à 9 km au sud-ouest de Dammartin-en-Goële, à 11 km au nord-ouest de Mitry-Mory (chef-lieu de canton) et à 25 km au nord-est de Paris.
|                                 | Vémars (Val-d'Oise)                    | Moussy-le-Neuf   |
| Épiais-lès-Louvres (Val-d'Oise) | Mauregard                              | Moussy-le-Vieux  |
| Roissy-en-France (Val-d'Oise)   | Tremblay-en-France (Seine-Saint-Denis) | Le Mesnil-Amelot |

### Hydrographie
La commune n’est traversée par aucun cours d'eau.

### Climat
Pour des articles plus généraux, voir Climat de l'Île-de-France et Climat de Seine-et-Marne.
En 2010, le climat de la commune est de type climat océanique dégradé des plaines du Centre et du Nord, selon une étude du CNRS s'appuyant sur une série de données couvrant la période 1971-2000. En 2020, Météo-France publie une typologie des climats de la France métropolitaine dans laquelle la commune est exposée à un climat océanique altéré et est dans la région climatique Sud-ouest du bassin Parisien, caractérisée par une faible pluviométrie, notamment au printemps (120 à 150 mm) et un hiver froid (3,5 °C).
Pour la période 1971-2000, la température annuelle moyenne est de 11 °C, avec une amplitude thermique annuelle de 15,1 °C. Le cumul annuel moyen de précipitations est de 706 mm, avec 10,4 jours de précipitations en janvier et 8,1 jours en juillet. Pour la période 1991-2020, la température moyenne annuelle observée sur la station météorologique la plus proche, située sur la commune du Plessis-Belleville à 14 km à vol d'oiseau, est de 11,4 °C et le cumul annuel moyen de précipitations est de 661,7 mm,. Pour l'avenir, les paramètres climatiques de la commune estimés pour 2050 selon différents scénarios d'émission de gaz à effet de serre sont consultables sur un site dédié publié par Météo-France en novembre 2022.

### Milieux naturels et biodiversité
Aucun espace naturel présentant un intérêt patrimonial n'est recensé sur la commune dans l'inventaire national du patrimoine naturel,,.

## Urbanisme

### Typologie
Au 1er janvier 2024, Mauregard est catégorisée commune rurale à habitat dispersé, selon la nouvelle grille communale de densité à sept niveaux définie par l'Insee en 2022.
Elle est située hors unité urbaine. Par ailleurs la commune fait partie de l'aire d'attraction de Paris, dont elle est une commune de la couronne,. Cette aire regroupe 1 929 communes,.

### Lieux-dits et écarts
La commune compte 20 lieux-dits administratifs répertoriés consultables ici (source : le fichier Fantoir).

### Occupation des sols
En 2018, le territoire de la commune se répartit en 53 % de zones industrielles commercialisées et réseaux de communication, 43 % de terres arables, 2,9 % de zones agricoles hétérogènes, 1,1 % de milieux à végétation arbusive et/ou herbacée et 0,5 % de forêts,.
Son territoire est occupé pour moitié par l'aéroport international de Roissy Charles de Gaulle avec la quasi-totalité du terminal 1 (le premier aérogare construit de l'aéroport), situé à l'angle sud-ouest de la commune, le terminal 3 et une partie des pistes et taxiways de ces deux aérogares.

### Logement
En 2017, le nombre total de logements dans la commune était de 132 dont 82,7 % de maisons (maisons de ville, corps de ferme, pavillons, etc.) et 17,3 % d'appartements.
Parmi ces logements, 88,2 % étaient des résidences principales, 2,4 % des résidences secondaires et 9,5 % des logements vacants.
La part des ménages fiscaux propriétaires de leur résidence principale s'élevait à 69,6 % contre 24,1 % de locataires et 6,2 % logés gratuitement.

### Voies de communication et transports

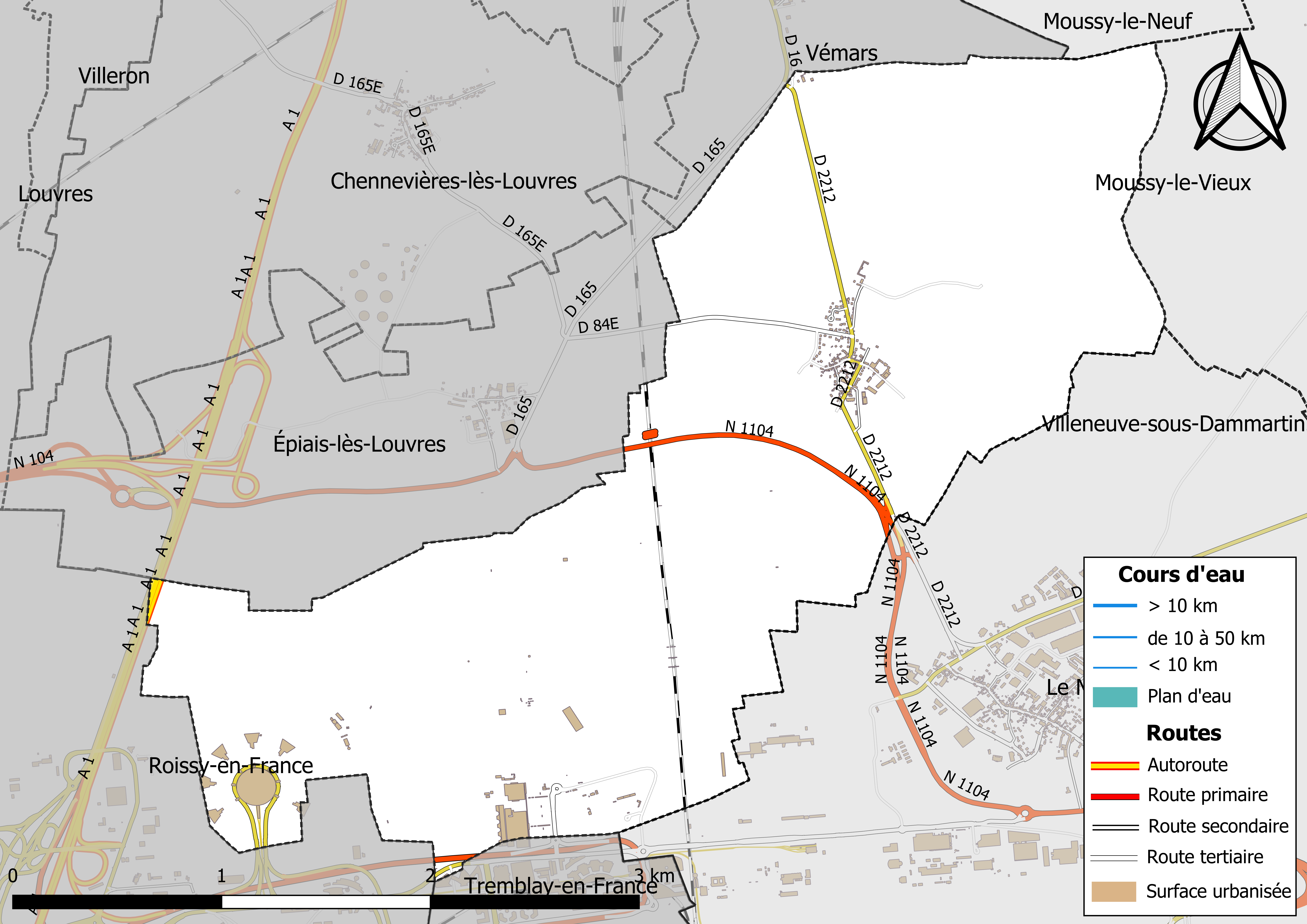
Carte des réseaux hydrographique et routier de Mauregard.

#### Transports
- Réseau de bus Roissy Ouest : 95-01
- Réseau de bus Roissy Est : 715, 716

## Toponymie
Le nom de la localité est mentionné sous les formes Villa que dicitur Malregart en 1140 ; Malregart vers 1180 ; Mauregart en 1180 ; « In villa que dicitur Malregart, ecclesia in honore beati Johannis Baptiste » au XIIe siècle ; Malregard en 1216 ; Villa de Malo Respectu  (« villa de mauvais respect ») en 1222 ; Mal Resgart et Maurregart en 1334 ; Maureguart en 1438.
« Un scribe a confondu mau et mont et les successeurs l'ont suivi dans l'erreur. Il ne s'agit pas d'un lieu qui subit un mauvais regard et qui est mal respecté, mais d'un terroir qui domine tous les environs. Mauregard est, en effet, Montregard (d'où le regard rayonne) »,.
Mauregard - écrit Moregard - se décompose en « more », soit « lande, marais, tourbière », d'une part, et en « gard », soit « jardin », de l'autre[Information douteuse].
Un moregard désignait donc un jardin du marais, c'est-à-dire un jardin maraîcher,.
Le mot « more » avec le sens de « marais, lande, tourbière » est dérivé du néerlandais « moere » ; toutefois, ce mot, avec ce sens, a disparu dès le XVIIe siècle des dictionnaires de la langue française,. Dès lors, « more » n'est plus qu'une graphie différente de « maure », qui désigne un habitant de l'Afrique du Nord. Cette disparition, souvent couplée à une traduction erronée en latin de « mau » en « mala », a pu contribuer à la difficulté d'interprétation des toponymes commençant par « maure »[Information douteuse].

## Histoire
Mauregard est une ancienne seigneurie, menant à la famille de Billy comme des seigneurs à partir du XVe siècle.

## Politique et administration

### Liste des maires
| Période                                  | Période  | Identité         | Étiquette | Qualité      |
| ---------------------------------------- | -------- | ---------------- | --------- | ------------ |
| Les données manquantes sont à compléter. |          |                  |           |              |
| mai 2010                                 | 2020     | Marion Blancard  |           | Agricultrice |
| mai 2010                                 | En cours | Madeleine Latour |           |              |

## Population et société

### Démographie
Les habitants sont appelés les Mauregalois.
L'évolution du nombre d'habitants est connue à travers les recensements de la population effectués dans la commune depuis 1793. Pour les communes de moins de 10 000 habitants, une enquête de recensement portant sur toute la population est réalisée tous les cinq ans, les populations de référence des années intermédiaires étant quant à elles estimées par interpolation ou extrapolation. Pour la commune, le premier recensement exhaustif entrant dans le cadre du nouveau dispositif a été réalisé en 2005.

En 2022, la commune comptait 351 habitants, en évolution de +3,24 % par rapport à 2016 (Seine-et-Marne : +3,92 %, France hors Mayotte : +2,11 %).
| 1793 | 1800 | 1806 | 1821 | 1831 | 1836 | 1841 | 1846 | 1851 |
| ---- | ---- | ---- | ---- | ---- | ---- | ---- | ---- | ---- |
| 319  | 322  | 332  | 301  | 279  | 253  | 238  | 244  | 200  |

| 1856 | 1861 | 1866 | 1872 | 1876 | 1881 | 1886 | 1891 | 1896 |
| ---- | ---- | ---- | ---- | ---- | ---- | ---- | ---- | ---- |
| 156  | 170  | 161  | 158  | 143  | 158  | 150  | 161  | 156  |

| 1901 | 1906 | 1911 | 1921 | 1926 | 1931 | 1936 | 1946 | 1954 |
| ---- | ---- | ---- | ---- | ---- | ---- | ---- | ---- | ---- |
| 165  | 172  | 178  | 171  | 170  | 185  | 178  | 146  | 144  |

| 1962 | 1968 | 1975 | 1982 | 1990 | 1999 | 2005 | 2006 | 2010 |
| ---- | ---- | ---- | ---- | ---- | ---- | ---- | ---- | ---- |
| 171  | 163  | 198  | 208  | 226  | 237  | 245  | 256  | 314  |

| 2015 | 2020 | 2022 | - | - | - | - | - | - |
| ---- | ---- | ---- | - | - | - | - | - | - |
| 341  | 365  | 351  | - | - | - | - | - | - |

## Économie

### Revenus de la population et fiscalité
En 2017, le nombre de ménages fiscaux de la commune était de 116, représentant 337 personnes et la  médiane du revenu disponible par unité de consommation  de 23 490 euros.

### Emploi
En 2017 , le nombre total d’emplois dans la zone était de 212, occupant 159 actifs  résidants.
Le taux d'activité de la population (actifs ayant un emploi) âgée de 15 à 64 ans s'élevait à 72,2 % contre un taux de chômage de 11,8 %. 
Les 16 % d’inactifs se répartissent de la façon suivante : 10,8 % d’étudiants et stagiaires non rémunérés, 1,4 % de retraités ou préretraités et 3,8 % pour les autres inactifs.

#### Entreprises et commerces
En 2018, le nombre d'établissements actifs était de 167 dont 3 dans l’industrie manufacturière, industries extractives et autres, 12 dans la construction, 88 dans le commerce de gros et de détail, transports, hébergement et restauration, 34 dans les activités financières et d'assurance, 5 dans les activités immobilières, 22 dans les activités spécialisées, scientifiques et techniques et activités de services administratifs et de soutien  et, 3 dans l’administration publique, enseignement, santé humaine et action sociale.
En 2019, 3 entreprises ont été créées sur le territoire de la commune, dont 1 individuelle.
Au 1er janvier 2020, la commune disposait de 60 chambres d’hôtels dans 2 établissements et ne possédait aucun terrain de  camping.

## Culture locale et patrimoine

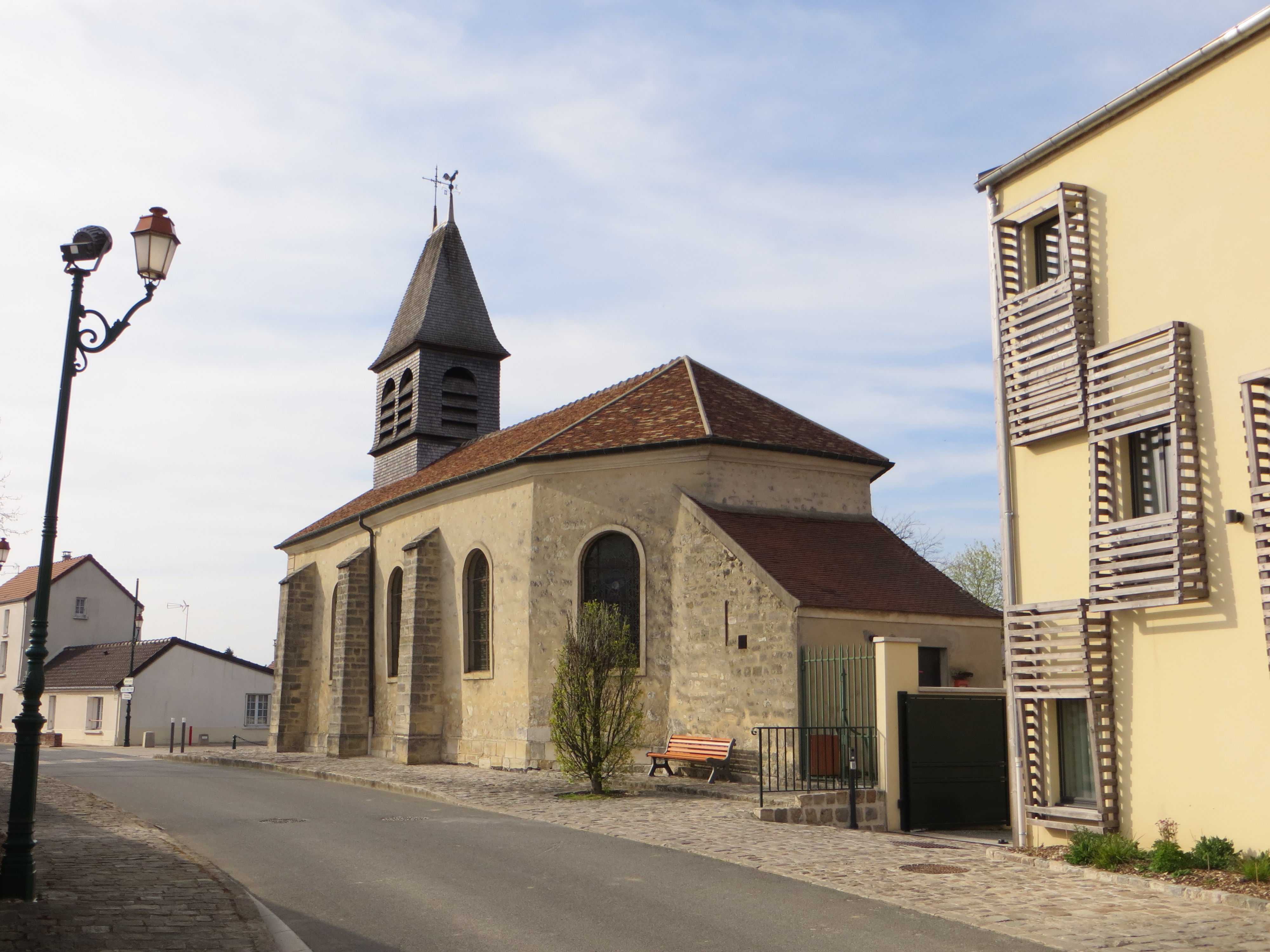
L'église Saint-Jean-Baptiste.

### Lieux et monuments
- L'église placée sous le vocable de saint Jean Baptiste, reconstruite en 1824 en réemployant certains éléments primitifs[41].

### Héraldique
|  | Les armes de la ville se blasonnent ainsi : d’azur au soleil surmonté de trois fleurs de lys rangées en chef et soutenu de trois cœurs ordonnés 2 et 1 le tout d’or. |